# Perzsa kertek
Perzsiában misztikus jelentőséget tulajdonítottak a kertnek, a forró sivatagi körülmények miatt a kert az életet adó oázist, a földi Paradicsomot, az élet és a halál harmonikus egységét jelképezte. 
A perzsa kertek kifejezést a középkor és az újkor óta Iránban és a  vele szomszédos régiókban található hivatalos palotákra vagy szórakoztató kertekre használják. Perzsiában általában nagyrészt öntözött veteményeskertek és gyümölcsösök vannak, de ezek nem tartoznak ebbe a kifejezésbe. A kerttervezés már az Ókor óta a perzsa kultúra alapvető része. Ennek hatására a perzsa Paradaidha kert (Paradicsom kert) néven használt régi perzsa kifejezését számos európai nyelvben kölcsönözték, és néhol még ma is használják. 
Az UNESCO 2011 júniusában kilenc perzsa kertet a világörökség részévé nyilvánított.

## Története
Az ókori perzsa kertek a körülményekből fakadóan többnyire fallal körülvett, külvilágtól zárt terek, melyek Perzsiában Egyiptomhoz hasonlóan, a természeti körülmények miatt a Paradicsom életet adó oázisának szimbólumai. 
E kertek legfontosabb eleme a folyóvíz és a medence, mely az ég és a kert szépségeit tükrözi. A víz alkalmazása a perzsa  kertekben ősi hagyományban gyökerezik: Anahita, a víz istennője a perzsa hitvilágban mindenütt jelen van. A víz a kertben az  istennő élénkítő, erősítő jelenlétét, magát az édenkertet szimbolizálja. A kert közepén áll egy világfa vagy egy halhatatlanságot biztosító fa, földjét pedig négy folyó öntözi. Az ókori perzsa kerteket négy égtáj irányában csatornák osztották fel négy részre, közepükön egy vízmedencével. A csatornák a birodalom négy folyóját, a négy kertrész pedig virágokkal és fűszernövényekkel beültetve, a földet szimbolizálta. 
A kert közepe egy függőleges tengelyt is feltételezett, ami összekapcsolta az eget a földi világgal. Az ősi perzsa pairidaeza szó kerített teret, azaz kertet jelent. Innen ered, hogy a kertek a valahol elveszett éden, a paradicsomkert utáni vágyból születtek, ahol az ember harmóniába kerülhetett a természettel, a világgal.

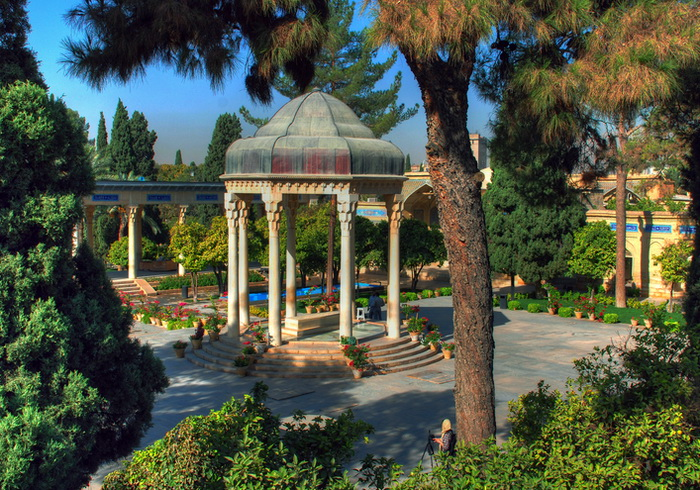
Háfiz sírja, Siráz

A kertekben fontosak voltak a különféle fafajták, melyek közül néhány csak árnyékul szolgált, míg másokat gyümölcsük, virágaik, illatuk miatt ültettek, de otthonul szolgáltak a madaraknak, melyek énekükkel tették otthonosabbá e kerteket. Középpontjukban általában  valamely magaslat, pavilon, palota állt.

## A perzsa kertek vízellátása
Az ókori perzsa kerteket nagyrészt száraz, sivatagi körülményeknek kitett területeken alakították ki, melyek vízellátását az úgynevezett qanatok biztosították. A qanatrendszer földalatti csatornákból áll, amelyek gravitációs úton továbbítják a vizet a felvidéki víztartó rétegekből a felszínre alacsonyabb szinteken. A qanatok elsődleges szerepe mindenkor az elegendő vízmennyiség biztosítása volt öntözéshez és az ivóvízellátáshoz.
E perzsa kertek szimbolikájuk és sajátos formai kialakításuk révén egyedi kerttörténeti értéket képviselnek, mely többek között  különleges vízrendszerüknek köszönhető, amelyben a víz számtalan megjelenési formában található meg. Az ősi Perzsia szélsőséges, sivatagi adottságai mellett mindig a víz biztosította e kertek elviselhető mikroklímáját. A  perzsa kertekben a csatornák  mellett a víz megjelenésének fő formái a szökőkutak és a medencék voltak. A különböző vízképek és a vízcsobogás révén kellemes hanghatást keltő szökőkutak a perzsa kertek komfortérzetének fontos meghatározói, melynek egyik példája a Fin kert, ahol például, a számos szökőkút és kültéri vízarchitektúra kialakításnak köszönhetően, a kert minden  részében hallható a csobogó víz kellemes zsongása. A víz megjelenési változatainak gyakran alkalmazott példái még a vízlépcsők, kisebb nagyobb kaszkádrendszerek, a mesterséges vízfolyások.

## Perzsa kertek az irodalomban
A kertek szeretete és a fák kultusza a perzsa gondolkodás egyik alapvető jellegzetessége volt. A kertészkedés az ifjúság neveléséhez tartozott, melyben még magas rangú hercegek is részt vettek. A perzsák leghíresebb versgyűjteményei a Gulisztán (Rózsakert) és a Busztán (Gyümölcsöskert) címet viselik, de két híres középkori költő, Szádi és Háfiz sírja is falakkal körülvett kis ligetben áll.

## Kertábrázolás a perzsa szőnyegmotívumokon

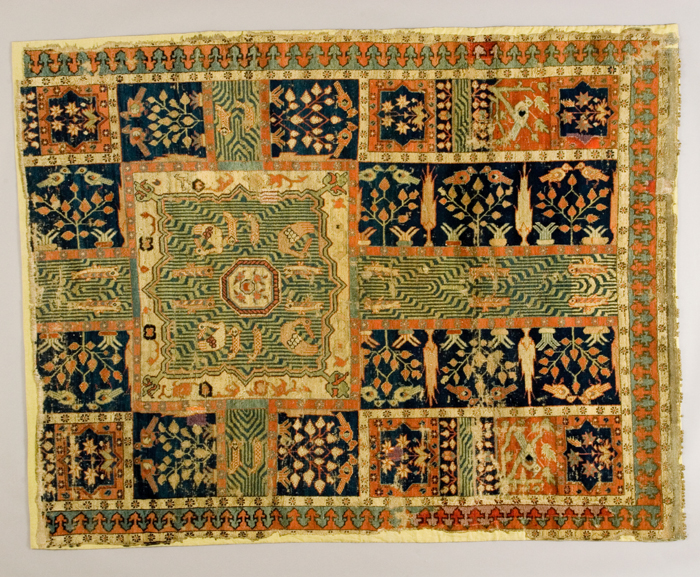
Iszfaháni "kertes" szőnyeg

A perzsa szőnyegek egyik alaptípusa is kertet ábrázol. A rossz időjárás beálltával az uralkodó számára hatalmas, kertet ábrázoló szőnyegekkel pótolták a valódi kertet, melyben a téglalap alakú mező tipikus perzsa kertábrázolás, melyet egyenes vonalú csatornák osztanak föl, mely csatornákat virágokkal és cserjékkel teli négyszögek határolnak el. Ez megfelel a négy paradicsomi folyó által négy területre osztott univerzum modelljének. A perzsa kertek is mindig fallal körülvettek. Ebben az értelemben a kert jelentése mint motivum a sziget és az oázis fogalmával rokon: a védett intimitás, a visszavonulás, megpihenés helyszíne.

## Az első perzsa kertábrázolások
A "földi paradicsom" gondolata az Achaemenid Birodalom idején valósult meg. Az első perzsa kertmotívumok gyökerei a Krisztus előtti korból, Nagy Kürosz idejéből származnak. Valójában Kürosz elképzeléseiből fakadt a perzsa kert egyedi terve, kidolgozott építészete és a természeti elemek jelenléte. Nagy Kürosz volt az aki elrendelte Paszargadai kertjének megépítését. A perzsa kert célja testi és lelki kikapcsolódás volt.

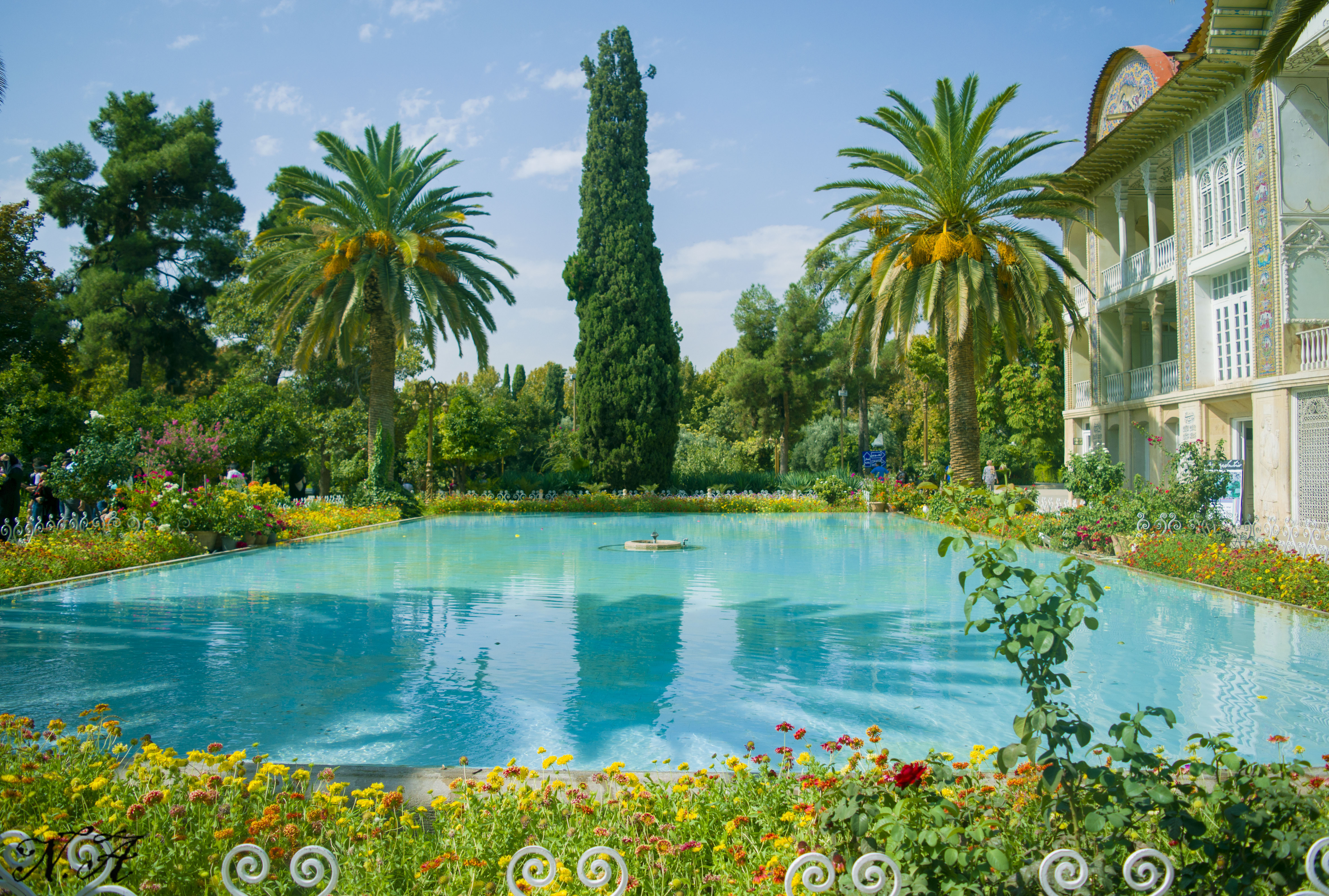
Eram kert, Shiraz

Később a szászánidák perzsa kerteket hoztak létre, amelyeket a zoroasztrianizmus ihletett. Vallási meggyőződésük szerint a kert négy negyede az év négy évszakához hasonlított, és a kerten átfolyó víz jelentőségét jobban hangsúlyozták. A perzsa kert legrégebbi dokumentált illusztrációja szintén Szászánida korszakra nyúlik vissza. Taq-e Bostan domborművében Khosrow vadászkertje a legrégebbi vésett mű, amely a perzsa kert geometriáját ábrázolja.

## A leghíresebb perzsa kertek Iránban
- Shiraz, Eram kert – a leghíresebb perzsa kertek között tartják számon Iránban. Az épület és a kert a 13. században épült,  azonban eredeti, négy részre osztott, perzsa paradicsomkert elrendezése még régebbi, a 11. századból, a szeldzsukok korából maradt fenn, az elmult évszázadok alatt többször is átalakításon esett át, a Pahlavik idején például az egyetem jogi kara működött benne, ma pedig a Shiraz Egyetem botanikus kertjének része.

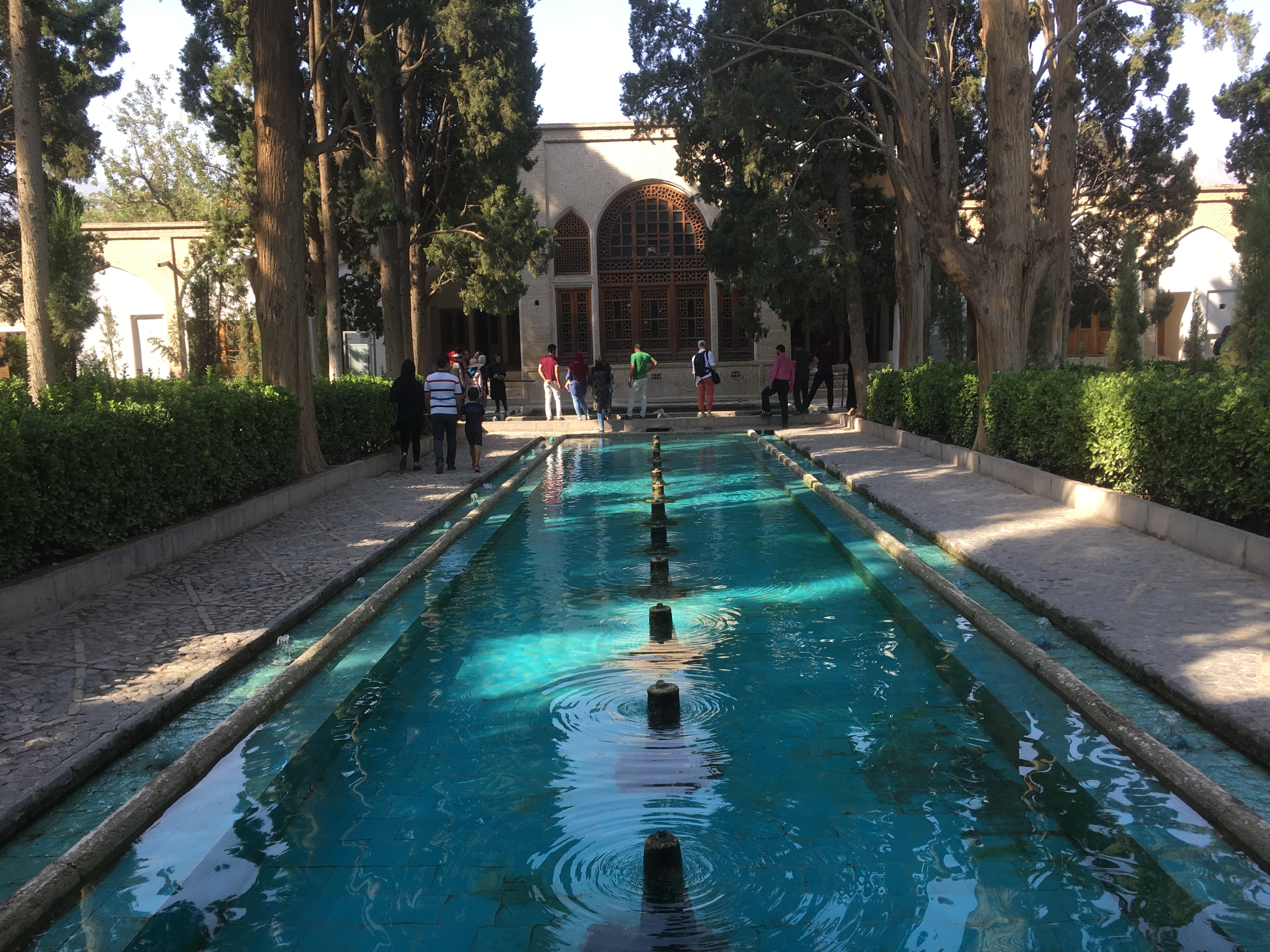
Fin kert, Kásán

- Kásán, Fin kert – 1590-ben, I. Abbasz szafavida sah uralkodása alatt készült, ma ez Irán legrégebbi, eredeti formájában fennmaradt perzsa kertje, mely építészetileg a Szafavida-, a Zand- és a Kádzsár-időszak építészeti jegyeit egyesíti.

A falakkal körülvett, 2,5 hektáron elterülő, ciprusokkal beültetett kert közepén egy medencével kiegészített kútházzal, melyből  keskeny csatornák indulnak ki, ellátva vízzel az egész kertet.

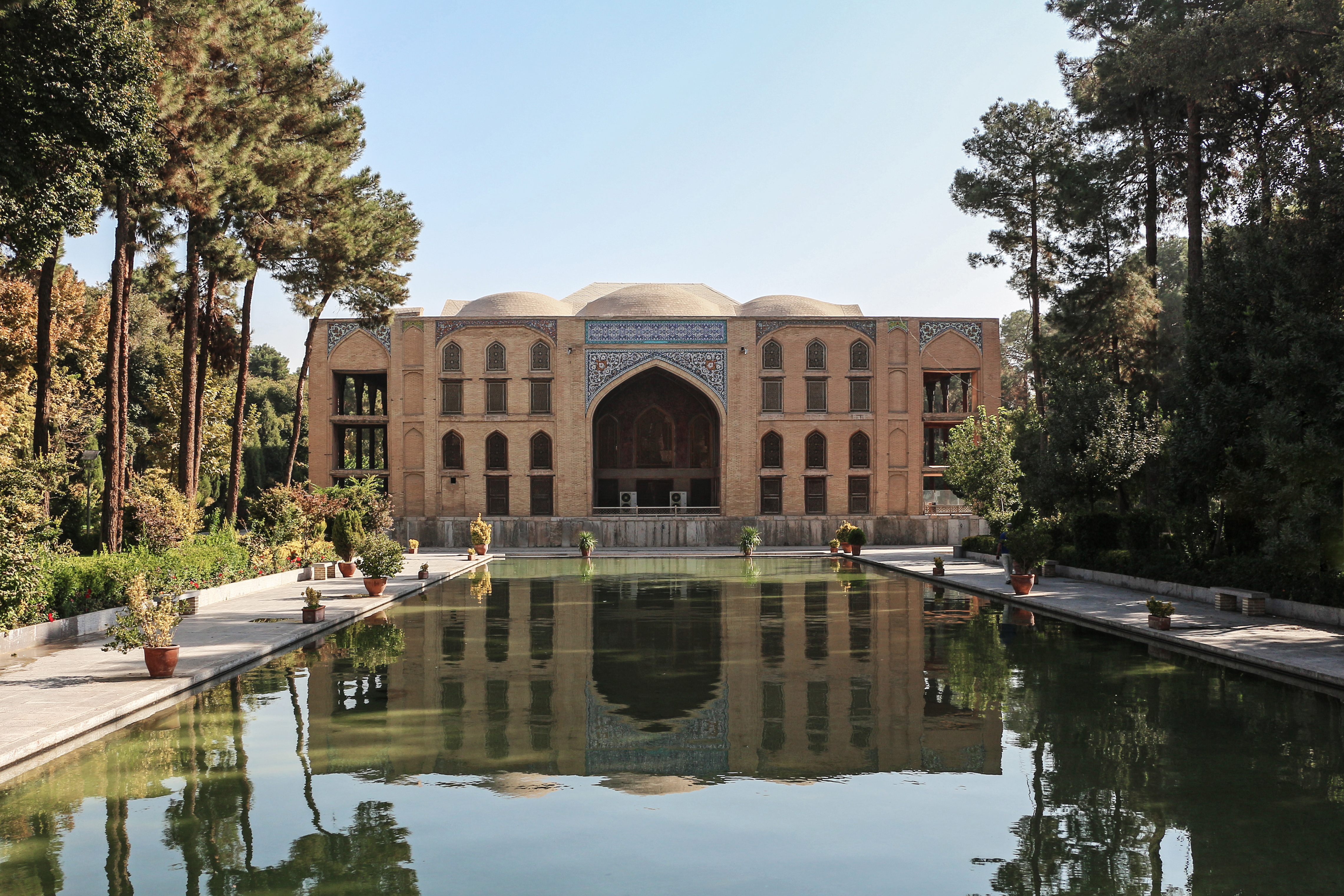
Iszfahán, Chehel Sotoun

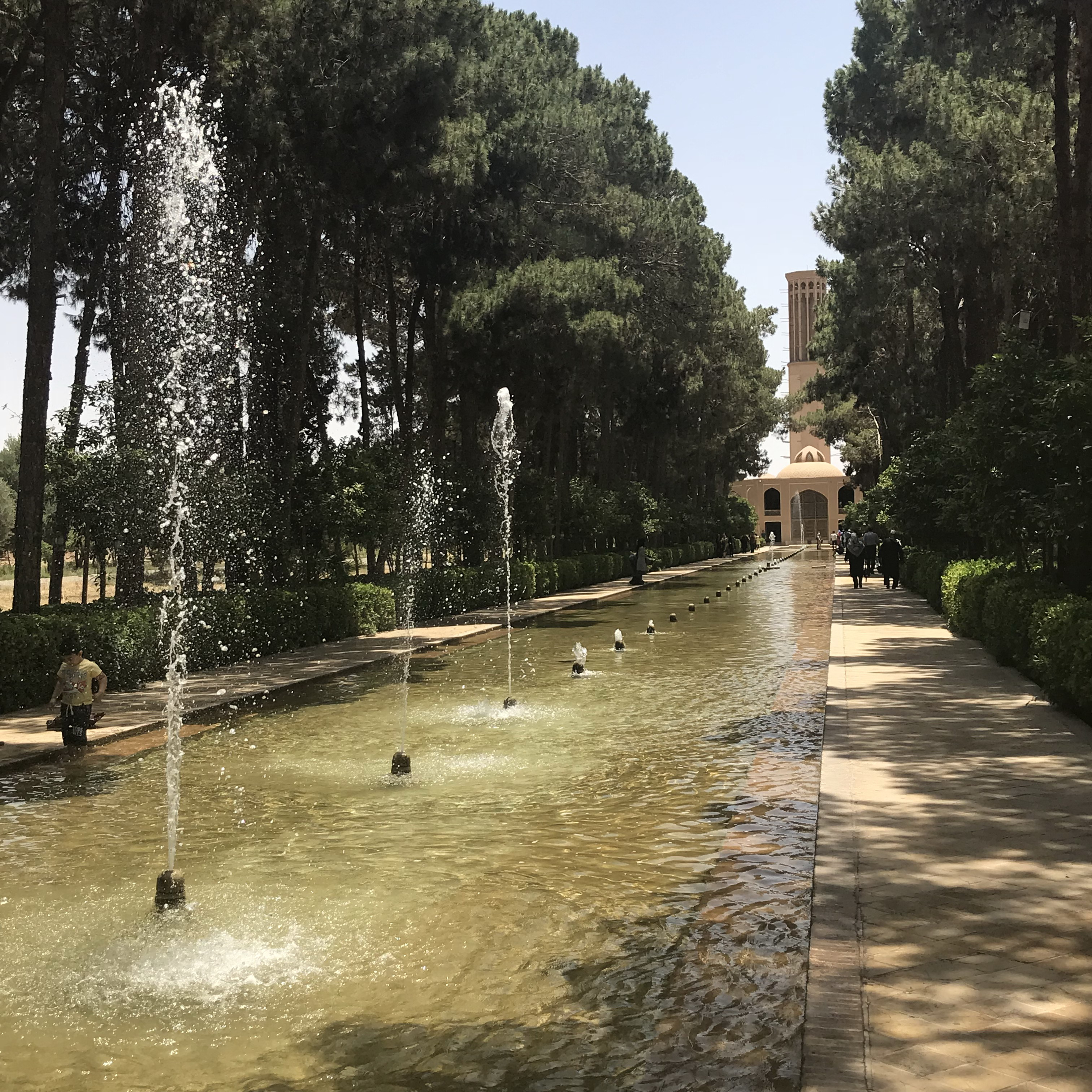
Jazd, Dolat Abad kert

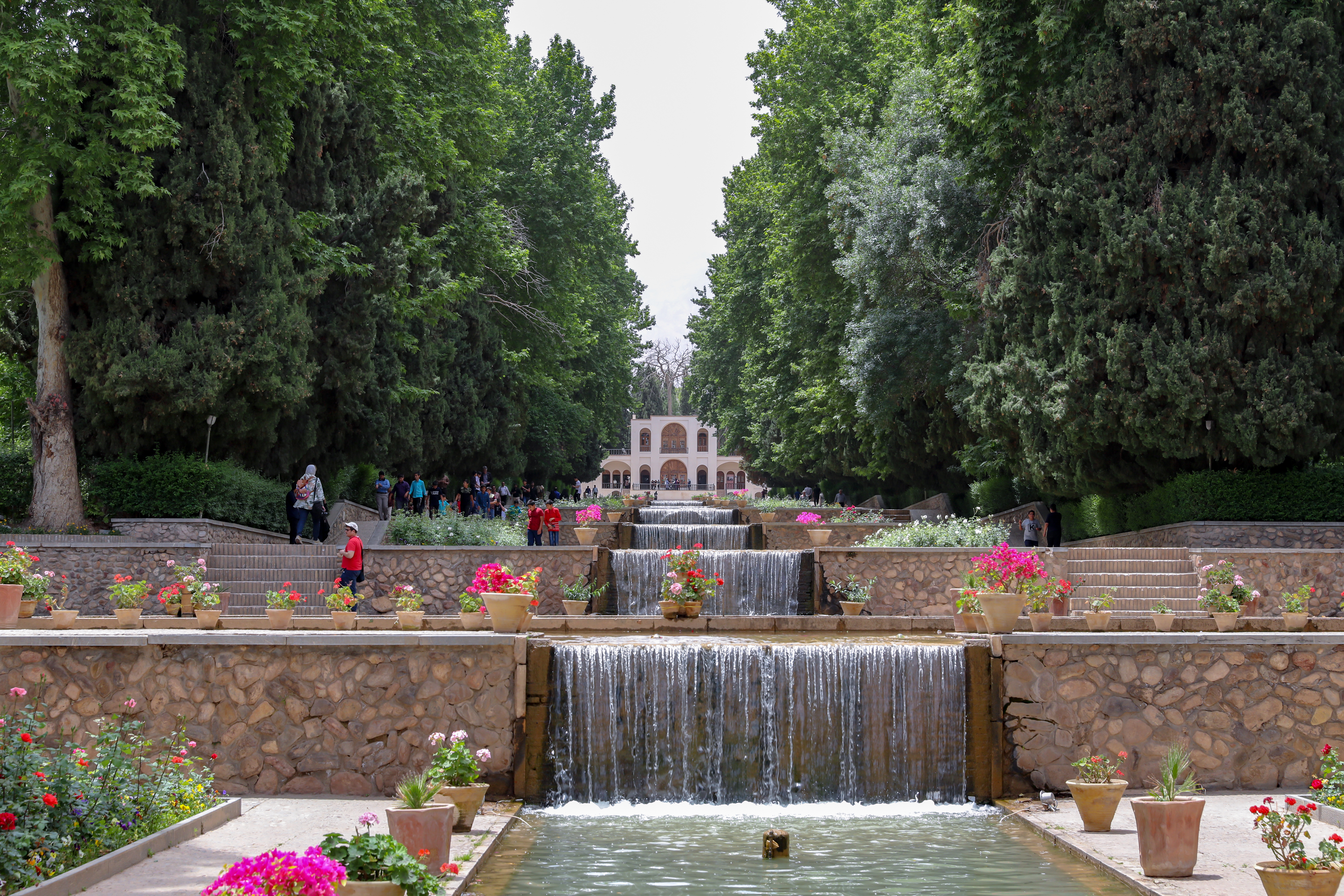
Shazdeh kert, Mahan

- Iszfahán, Chehel Sotoun – A palota és a kert a Szafavida-kor egyik legszebb emléke a mai Iszfahánban. A tó körül és a kertben található kőszobrok a szafavida palota máig fennmaradt alkotásai. A kerti medence sarkán álló négy szobor Anahitának, a víz istennőjének szimbóluma.

A palota központi termének festményei a különböző időszakok történelmi eseményeit mutatják be. 
A fő tornácnak húsz oszlopa van. A Chehel Sotun jelentése azonban 40 oszlop, melyet egyes vélemények szerint a palota előtti gyönyörű és nagy medencében való visszatükröződésről neveztek el.
A palotát II. Abbász uralkodása alatt kibővült, aki fórumokat és tornácokat építtetett hozzá. A kibővített palotát Kr. U. 1642-ben, II. Abbász sah és külföldi követek jelenlétében nyitották meg ismét.
Ma a Chehel Sotun kastélyt múzeumkertnek tekintik, amelynek központi terme Irán különböző korszakainak műveit mutatja be. 
- Mazandaran, Abbasabad kert

- Mahan, Shazdeh kert

- Jazd, Dolat Abad kert – A kertet 1160-ban Mohammad Taqi Khan Bafaqi építtette, aki a Yazd Khavanin dinasztia feje volt. Először egy 5 km hosszú vízvezeték épült meg, amely Mehrizből Yazdig és a jelenlegi kertig vezette a vizet, majd megépítette saját kormánypalotáját (Dar al-Hakumah). A mintegy 70 000 m²-es kert számos épületből, tavakból és szökőkutakból állt. A kertet gyümölcsfák, köztük gránátalma- és szőlők, valamint fenyők és cédrusok, bokrok és rózsák díszítik.

- Pahlevanpour kert

- Akbarieh kert, Dél-Khoraszanban.

## Híres perzsa kertek Iránon kívül
- Humayun sírja, Új-Delhi (India)
- Lahore Shalimar kertjei (Pakisztán)
- Babur kertjei Kabulban (Afganisztán)
- Tadzs Mahal kertje (India)